# 山辺知行
山辺 知行（やまのべ ともゆき、1906年10月27日 - 2004年10月1日）は、日本の染織研究家。東京出身。京都帝国大学卒業。東京帝室博物館（のち東京国立博物館）退官後、多摩美術大学教授、遠山記念美術館館長。日本、インド、インドネシアの染織品・人形のコレクター。

## 著書
- 『染織』1956　講談社版アート・ブックス 日本美術シリーズ
- 『能装束文様集』桧書店　1969
- 『縞』日本染織芸術叢書　芸艸堂　1970
- 『続・能装束文様集』桧書店　1972
- 『絣』日本染織芸術叢書　芸艸堂　1974
- 『日本の染織』毎日新聞社　1975
- 『シルクロードの染織 スタイン・コレクション ニューデリー国立博物館蔵』紫紅社　1979
- 『ひわのさえずり』源流社　2004
- 『美しキモノ 山辺知行染織エッセー』源流社　2007

## 共編著
- 『衣食住の話』社会教育連合会編 森蘊共著　印刷庁　1950　学級文庫 社会科 上級用
- 『日本の人形』西沢笛畝共編　河出書房　1954　日本美図絵
- 『小袖』北村哲郎,田畑喜八共編　三一書房　1963
- 『能衣裳文様』中島泰之助共編　芸艸堂　1963
- 『小袖 続』北村哲郎共編　三一書房　1966
- 『増上寺徳川将軍墓とその遺品・遺体』鈴木尚,矢島恭介共編　東京大学出版会　1967
- 『小袖文様』北村哲郎共編　三一書房　1968
- 『伝統工芸染織篇』北村哲郎共編　衣生活研究会　1973-75
- 『キャリコ染織博物館・更紗』編著　染織と生活社　1978
- 『日本の手わざ』北村哲郎共編　源流社　2005-08

## 参考
- デジタル版日本人名大辞典: